# Ein Vater zuviel (Fernsehserie)
Ein Vater zuviel (Originaltitel: My Two Dads) ist eine US-amerikanische Sitcom, die von 1987 bis 1990 in den Vereinigten Staaten und ab 1991 in Deutschland lief.

## Inhalt
Die beiden New Yorker Joey und Michael waren einst gute Freunde und werden jetzt durch äußerst merkwürdige Umstände wieder zusammengeführt: Marcia Bradford ist gestorben, mit der beide vor vielen Jahren eine Affäre hatten. Bei der Testamentseröffnung erfahren die zwei, dass sie sich ab sofort gemeinsam um Marcias 13-jährige Tochter Nicole kümmern sollen, da jeder von ihnen der Vater sein könnte.
Der Beginn einer bizarren Patchwork-Familie mit zwei grundverschiedenen Charakteren: sowohl der oftmals penible und konservative Finanzberater Michael als auch der chaotische wie flippige freischaffende Künstler Joey versuchen jeweils auf ihre Weise, den Teenager großzuziehen, was regelmäßig zu Kontrasten und Auseinandersetzungen führt. Dies bildet den Kern der Serie, welcher sich in jeder Folge darstellt.
Dass es letztlich nicht aus dem Ruder läuft, dafür sorgt Margaret Wilbur: die resolute Familienrichterin ist mit Nicoles Sorgerechtsfall betraut und überwacht diesen die Serie über. Zudem ist sie Vermieterin des Mietshauses, in welchem das Trio seine Wohnung hat.
Michael und Joey sind beide ledig und haben im Verlauf der Serie mehrere Affären, vor allem Schürzenjäger Joey. Parallel sind beide darauf bedacht, über die pubertierende Nicole zu wachen, welche sich ebenfalls für Jungs interessiert. Ab der zweiten Staffel hat sie mit Zach einen (scheinbar) festen Freund. Komplettiert wird der jugendliche Freundeskreis von zwei etwas naiven Gleichaltrigen: ihrer besten Freundin Shelby sowie dem drolligen Cory, welche unregelmäßig die Serie über auftreten.

## Besetzung und Synchronisation
Die Synchronisation erfolgte bei der Autoren Synchron Gesellschaft unter der Dialogregie und nach den Dialogbüchern von Dieter B. Gerlach.
| Rollenname                   | Schauspieler     | Staffeln | Synchronsprecher  |
| ---------------------------- | ---------------- | -------- | ----------------- |
| Michael Taylor               | Paul Reiser      | 1–3      | Holger Mahlich    |
| Joseph „Joey“ Harris         | Greg Evigan      | 1–3      |                   |
| Nicole Bradford              | Staci Keanan     | 1–3      | Eva Michaelis     |
| Richterin Margaret W. Wilbur | Florence Stanley | 1–3      | Marianne Kehlau   |
| Cory Kupkus                  | Giovanni Ribisi  | 1–3      |                   |
| Shelby Haskell               | Amy Hathaway     | 2–3      |                   |
| Zach Nichols                 | Chad Allen       | 2–3      |                   |
| Ed Klawicki                  | Dick Butkus      | 1–2      | Dieter B. Gerlach |
| Julian                       | Don Yesso        | 3        | Lutz Schnell      |

## Auszeichnungen
- „Ein Vater zuviel“ gewann dreimal den „Young Artist Award“: 1988 für die „Vielversprechendste neue Serie“ und die „Beste Darstellerin in einer Comedy-Serie“ (Keanan) sowie 1989 für „Bester Nebendarsteller in einer Comedy-Serie“ (Allen).
- Zudem erhielt die Serie 1988 den „People’s Choice Award“ in der Kategorie „Beste neue Comedy-Serie“.

## Sonstiges
- Die Serie hat mit dem gleichnamigen Kinofilm mit Robin Williams und Billy Crystal nichts gemein.
- Die alles entscheidende Frage, wer denn nun der leibliche Vater Nicoles ist, wird während der gesamten Reihe nicht beantwortet. In der neunten Episode der dritten Staffel kocht der Streit zwar so hoch, dass Michael und Joey einen Vaterschaftstest durchführen, aber letztlich wird das Ergebnis dann nicht bekanntgegeben, da die drei ihre bisherige Konstellation beibehalten wollen. Lediglich Richterin Wilbur besieht sich (für die Zuschauer nicht erkennbar) das Ergebnis, bevor sie es entsorgt.
- Nicoles verstorbene Mutter Marcia wird von Emma Samms dargestellt, welcher in einer Episode auftaucht: als Vision in einem Traum.
- Giovanni Ribisi, der Darsteller des Cory, wurde im Vorspann „Vonni Ribisi“ genannt.
- „Ein Vater zuviel“ teilt sich ein Serien-Universum mit „Harrys wundersames Strafgericht“. Auch dort taucht Florence Stanley als Richterin Margaret Wilbur auf, zudem hat Richard Moll als Gerichtsdiener Bull Shannon einen Gastauftritt in einer Episode.
- Dick Butkus mimte zwei Staffeln lang Ed Klawicki, den Besitzer des Cafés, in welchem sich die Hauptdarsteller regelmäßig treffen. Nachdem er die Serie verlassen hatte, wurde es für die restlichen Folgen von Julian, dem Koch sowie Richterin Wilbur selbst betrieben.
- NBC stellte die Serie nach drei Staffeln ein. In der letzten Folge verlässt Joey die Wohngemeinschaft, um seiner neuen Freundin Sarah und deren Tochter Grace nach San Francisco zu folgen und dort mit beiden zu leben. Das Ganze war ursprünglich als Cliffhanger zum Staffelende geplant.